# Endura Racing
Endura Racing is een Schotse wielerploeg, gesponsord door een Schotse kledingfabrikant gevestigd in Edinburgh. Zij werd in 2010 opgericht als continentale wielerploeg en neemt deel aan de wedstrijden van de UCI Europe Tour.

## Seizoen 2012
Op grond van zijn prestaties in het vorige seizoen heeft Endura Racing, als een van de drie Europese continentale teams, recht op deelname aan alle wedstrijden in de categorieën 1 en 2 van de UCI Europe Tour 2012.

## Samenstelling ploeg 2012
| Naam                   | Geboortedatum     | Nationaliteit       |
| ---------------------- | ----------------- | ------------------- |
| Jack Anderson          | 2 juni 1986       | Australië           |
| Ian Bibby              | 20 december 1986  | Nieuw-Zeeland       |
| Alexandre Blain        | 7 maart 1981      | Frankrijk           |
| Iker Camaño            | 14 maart 1979     | Spanje              |
| Zakkari Dempster       | 27 september 1987 | Australië           |
| Russell Downing        | 23 augustus 1978  | Verenigd Koninkrijk |
| René Mandri            | 20 januari 1984   | Estland             |
| Jonathan McEvoy        | 2 augustus 1989   | Verenigd Koninkrijk |
| Robert Partridge       | 11 september 1985 | Verenigd Koninkrijk |
| Erick Rowsell          | 29 juli 1990      | Verenigd Koninkrijk |
| Scott Thwaites         | 12 februari 1990  | Verenigd Koninkrijk |
| Jonathan Tiernan-Locke | 26 december 1984  | Verenigd Koninkrijk |
| Paul Voss              | 26 maart 1986     | Duitsland           |
| Alexander Wetterhall   | 12 april 1986     | Zweden              |
| Ian Wilkinson          | 14 april 1979     | Verenigd Koninkrijk |
| Dean Windsor           | 9 september 1986  | Australië           |

## Overwinningen
2012
Ronde van de Middellandse Zee
1e etappe: Jonathan Tiernan-Locke
4e etappe: Jonathan Tiernan-Locke
Eindklassement: Jonathan Tiernan-Locke
Ronde van de Haut-Var
2e etappe: Jonathan Tiernan-Locke
Eindklassement: Jonathan Tiernan-Locke
GP Ville de Lillers-Souvenir Bruno Comini
winnaar: Russell Downing
Ronde van Normandië
3e etappe: Ian Wilkinson
5e etappe: Erick Rowsell
Circuit des Ardennes
1e etappe: Russell Downing
Rutland-Melton Classic
winnaar: Alexandre Blain
Ronde van Noorwegen
5e etappe: Russell Downing
GP SEB Tartu
winnaar: René Mandri
Ronde van Tsjechië
2e etappe: Zakkari Dempster
Trofeo Joaquim Agostinho
proloog: Iker Camaño
Ronde van de Elzas
2e etappe: Jonathan Tiernan-Locke
4e etappe A: Jonathan Tiernan-Locke
Eindklassement: Jonathan Tiernan-Locke
Ronde van Groot-Brittannië
Eindklassement: Jonathan Tiernan-Locke